# Arcahueja

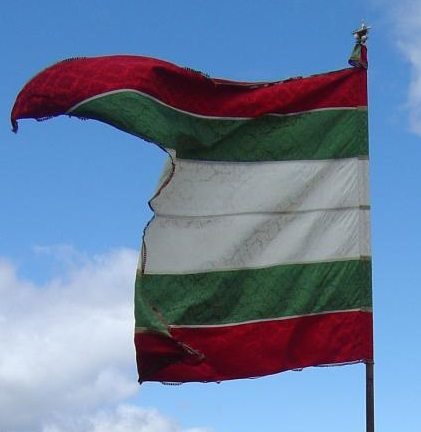
Banner von Arcahueja

Arcahueja ist ein Ort am Jakobsweg in der Provinz León der Autonomen Gemeinschaft Kastilien und León, administrativ ist es von Valdefresno abhängig.